# Washington Open WTA 2011
Il Washington Open WTA 2011, noto come Citi Open per motivi di sponsorizzazione, è stato un torneo di tennis giocato sul cemento. È stata la 1ª edizione femminile del Washington Open e faceva parte della categoria International nell'ambito del WTA Tour 2011. Si è giocato a College Park presso Washington dal 25 al 31 luglio 2011.
La settimana successiva si è svolta a Washington la 43ª edizione del torneo maschile.

## Partecipanti

### Teste di serie
| Giocatrice        | Nazionalità | Ranking* | Testa di serie |
| ----------------- | ----------- | -------- | -------------- |
| Shahar Peer       | Israele     | 24       | 1              |
| Nadia Petrova     | Russia      | 32       | 2              |
| Tamira Paszek     | Austria     | 42       | 3              |
| Jelena Dokić      | Australia   | 53       | 4              |
| Bojana Jovanovski | Serbia      | 58       | 5              |
| Elena Baltacha    | Regno Unito | 60       | 6              |
| Sania Mirza       | India       | 64       | 7              |
| Alberta Brianti   | Italia      | 68       | 8              |

- Ranking al 18 luglio 2011.

### Altre partecipanti
Giocatrici che hanno ricevuto una Wild card:
- Eugenie Bouchard
- Misaki Doi
- Nadia Petrova
- Sloane Stephens

Giocatrici passate dalle qualificazioni:

- Madison Brengle
- Ryoko Fuda
- Alexandra Mueller
- Petra Rampre

## Campionesse

### Singolare
Nadia Petrova hanno battuto in finale  Shahar Peer con il punteggio di 7–5, 6–2.
- È stato il 1º titolo dell'anno per Nadia Petrova, il 10° della sua carriera.

### Doppio
Sania Mirza /  Jaroslava Švedova hanno battuto in finale  Ol'ga Govorcova /  Alla Kudrjavceva con il punteggio di 6–3, 6–3